# Lecania sylvestris
Lecania sylvestris är en lavart som först beskrevs av Johann Franz Xaver Arnold, och fick sitt nu gällande namn av Johann Franz Xaver Arnold. Lecania sylvestris ingår i släktet Lecania och familjen Ramalinaceae.  Arten är reproducerande i Sverige. Inga underarter finns listade i Catalogue of Life.